# Epicauta abadona
Epicauta abadona es una especie de coleóptero de la familia Meloidae.

## Distribución geográfica
Habita en Arizona (Estados Unidos) y México.